# Erik Walles
Erik Walles, född 9 augusti 1903 i Uppsala, död 7 december 1991 i Malung, Kopparbergs län, var en svensk fysiker, läroverkslektor och nazistisk aktivist.

## Biografi
Erik Walles var son till lektor Jonas Walles och Anna, född Lisell. Han avlade studentexamen i Stockholm 1921, blev filosofie kandidat 1925, filosofie magister 1928 och filosofie licentiat 1930. Han blev lärare vid Stockholms stads tekniska mellanskola 1930, adjunkt vid Falu högre allmänna läroverk 1947 och var lektor där från 1951. Han var styrelseledamot i Olof Lisells Handels AB i Malung från 1945. År 1980 blev han fil. dr i fysik vid Uppsala universitet.
Walles var vice ordförande i Svensk socialistisk samling, det nazistiska parti som leddes av Sven Olov Lindholm. Walles utgav bland annat boken Jazzen anfaller (1946), en stridsskrift mot jazzmusiken, i vilken han skrev: ”Man kan inte förstå jazzen utan att taga hänsyn till trenne betydelsefulla fakta beträffande dess tillkomst. Den har skapats av negrer. Den har skapats av berusade negrer. Den har skapats av berusade negrer i bordellmiljö.” 
Utnämningen av Walles till läroverksadjunkt 1947 ledde till en riksdagsdebatt om nazistisk infiltration. År 1988 blev han medlem i då nybildade partiet Sverigedemokraterna, och skrev i dess tidning Sverige-Kuriren. I en artikel från september 1989 presenterade han vad tidningen kallade ”saklig och korrekt information” om de svenska nationalsocialisternas verksamhet, och där det framgick att han i stort sett hade samma åsikter som förr. Han ansåg också att Sverigedemokraterna var ”samma andas barn” som de gamla nazisterna.
Walles är gravsatt på Malungs kyrkogård. År 1997 påträffades delar av ett omfattande och detaljerat register över i Sverige bosatta judar i Lisellska huset i Malung, där Walles varit bosatt.